# Lyle Stewart
Pour les articles homonymes, voir Stewart.
Lyle Eldon Stewart, né le 4 juin 1951 à Regina et mort le 30 juillet 2024 à Moose Jaw (Saskatchewan), est un fermier, propriétaire de ranch et homme politique canadien.
Sous la bannière du Parti saskatchewanais, il est député à l'Assemblée législative de la Saskatchewan de la circonscription de Thunder Creek de 1999 à 2016, et de la circonscription de Lumsden-Morse de 2016 à 2023.

## Biographie
Né le 4 juin 1951 à Regina, Lyle Stewart est le fils de Charles Stewart et de Verna Norman. Il étudie à l'école publique Thom Collegiate (en) de Regina et à l'Université de la Saskatchewan.
En 1978, il devient propriétaire d'un ranch et fermier.
Lors des élections générales provinciales du 16 septembre 1999, Stewart est élu député à l'Assemblée législative de la Saskatchewan de la circonscription de Thunder Creek sous la bannière du Parti saskatchewanais.
Réélu lors des élections de 2003, il devient, le 28 février 2004, chef par intérim du Parti saskatchewanais à la suite de la démission de Elwin Hermanson, fonction qu'il assume jusqu'à l'élection par acclamation du député de Swift Current, Brad Wall, à la tête du parti.
Lors des élections de 2007, il est réélu et son parti est porté au pouvoir pour la première fois sous la direction de Brad Wall qui le nomme ministre de l'Entreprise et de l'Innovation deux semaines dans son gouvernement. Il occupe ce poste jusqu'au 29 mai 2009. Il est réélu en 2011. Puis, il devient ministre de l'Agriculture le 25 mai 2012, poste qu'il conserve quand Scott Moe prend la tête du gouvernement.
La circonscription de Thunder Creek est abolie pour les élections de 2016 et Lyle Stewart se fait réélire dans la nouvelle circonscription électorale, Lumsden-Morse, englobant la majeure partie de son ancienne circonscription. Toujours ministre de l'Agriculture, il démissionne de ce poste pour subir des traitements à la suite d'un diagnostic de cancer colorectal. Il est remplacé le 15 août 2018 par Dave Marit. Le 9 novembre 2020, il retourne dans le cabinet de Scott Moe comme secrétaire législatif du premier ministre, responsable de l'autonomie économique provinciale, et comme secrétaire provincial de la Saskatchewan. Il occupe ce dernier poste jusqu'à la fin mai 2022. 
Le 31 octobre 2022, Scott Moe le démet de ses responsabilités de secrétaire législatif du premier ministre après l'invitation au discours du Trône à l'Assemblée législative de la Saskatchewan tenue cinq jours plus tôt faite par Stewart à un meurtrier, Colin Thatcher (en), un ancien député condamné pour le meurtre de son ex-femme.
Le 6 mars 2023, il annonce sa démission comme député à la fin de la semaine, pour des raisons de santé. Il dit combattre un cancer de la prostate depuis plusieurs années, qui s'est aggravé dans les dernières semaines. Il meurt des suites de ce cancer, le 30 juillet 2024 à Moose Jaw en Saskatchewan.